# Baconao
Baconao, au sud-est de Cuba, est une réserve de biosphère reconnue par l'Unesco depuis 1987, et une aire protégée créée en 2010, reconnue catégorie VI par l'UICN.

## Présentation
Cette réserve de biosphère fait 84 887 ha, dont 82 772 ha de surfaces terrestres et 2 115 ha de surfaces marines. Elle se trouve dans l'est de la Sierra Maestra et s'étend sur les municipalités de Santiago de Cuba, Songo-La Maya (province de Santiago de Cuba), Niceto Pérez et Caimanera (province de Guantánamo). Ses zones marines, dans la mer des Caraïbes, couvrent les terrasses côtières de l'est de Santiago à la partie ouest de Niceto Pérez, donc sur plus de 60 km de distance,.
Son point culminant est la Gran Piedra à 1 226 ha d'altitude.
Elle inclut cinq zones à protection renforcée : réserve naturelle (reserva natural) El Retiro, 
réserve écologique (reserva ecológica) Siboney-Justicí, 
réserve écologique Hatibonico, 
réserve  écologique Pico Mogote et le 
“paysage naturel protégé” (paisaje natural protegido) Gran Piedra. 

## Étymologie
Le nom du parc vient de la légende d'un enfant ayant vécu dans le sud de Cuba lors de la période précolombienne[réf. nécessaire]. On raconte ainsi que le bacona était un arbre magique permettant à l'enfant de jouer de la musique avec les coquilles des escargots du lagon[réf. nécessaire]. Le jeune cubain était réputé pour son habileté de nageur et de pêcheur, ainsi que pour ses aptitudes au batos (jeu cubain se rapprochant du baseball).[réf. nécessaire]
Il s'asseyait souvent sous l'arbre pour jouer en soufflant dans la coquille du mollusque. Comme sa musique fascinait le reste du village, les autres habitants en arrivèrent à penser que ses dons musicaux provenaient de l'arbre, et commencèrent à appeler l'enfant Baconao.[réf. nécessaire]
Un jour, le garçon disparut, et ne revint jamais au village. Les villageois pensèrent alors que sa musique était retournée dans les arbres, et, le temps passant, toute la zone prit le nom de Baconao.[réf. nécessaire]

## Attractions
En plus de réserves pour la faune sauvage et de plantations de café, le parc naturel présente aussi d'autres attractions.

### Grande pierre (Gran Piedra)
C'est un grand bloc d'origine volcanique, mesurant 51 m de long, 25 m de haut et 30 m de large, et pesant selon estimation plus de 63 000 tonnes. 459 marches taillées dans le roc permettent de monter à 1 234 mètres au-dessus du niveau de la mer, et d'observer le panorama. Par temps dégagé et de nuit, on peut apercevoir les lumières de la Jamaïque.[réf. nécessaire]

### Vallée préhistorique
Cette vallée présente au milieu de la végétation des sculptures taillées dans la roche de dinosaures et de scènes préhistoriques, le tout grandeur nature.[réf. nécessaire]

### Ferme
Aussi nommée Granjita Siboney, c'est le lieu où les attaquants de la caserne de Moncada menés par Fidel Castro passèrent la nuit précédant leur opération, le 26 juillet 1953.[réf. nécessaire]

### Jardin botanique
Le Jardin Ave de Paradiso, d'une superficie de 0,45 km2, a été planté en 1860 sur l'emplacement d'une ancienne plantation de café. On y trouve de petits jardins colorés et odorants.[réf. nécessaire]

### Musée de l'Histoire des Transports Terrestres
Le musée expose plus de 2 500 modèles réduits de voitures.[réf. nécessaire]

### Aquarium
Profond de 30 m, il dispose en sus d'un tunnel sous-marin et d'un delphinarium.[réf. nécessaire]

### Lagon de Baconao
Sa superficie est d'environ 4 km2. Sur son pourtour sont disposés une reconstitution d'un village Tainos, et un restaurant spécialisé dans les poissons et fruits de mer.